# Simon van der Does
Simon van der Does, né en 1653 à La Haye et mort en 1717, est un peintre paysagiste de l'Âge d'or néerlandais.

## Biographie
Simon van der Does, né à La Haye, est le fils de Jacob van der Does et de sa deuxième épouse. Il apprend la peinture par son père et devient à son tour le maître du futur historien de l'art Johan van Gool. Il peint des paysages italiens à la manière de son père. Selon Houbraken, qui a obtenu ses informations de Johan van Gool de première main, Simon van der Does a passé du temps en Frise et un an en Angleterre dans sa jeunesse, et pouvait peindre des portraits dans le style de Caspar Netscher. Il s'est marié mais a eu du mal à joindre les deux bouts, et après la mort de sa femme et de son père, il était tellement déprimé qu'il ne pouvait plus peindre et resta trois ans dans la Gasthuis de La Haye, puis il s'installa à Bruxelles pendant un an, puis s'installa à Anvers où il travailla pour les cutthroats (keelbeulen, ou nom de Houbraken pour les marchands d'art).
Un ami de son père, Karel Dujardin, devient son tuteur, et après son retour d'Italie, il ouvre un atelier à Amsterdam où il recueille les fils de Jacob van der Does (Houbraken ne mentionne que Simon et son demi-frère Jacob II van der Does). Après la mort de Dujardin, il travaille pour Gérard de Lairesse à Amsterdam jusqu'à ce qu'il puisse subvenir à ses besoins. Il est en route pour Paris quand il meurt à Anvers.

## Citation
Gustav Friedrich Waagen écrit : « Il appartient à la classe des peintres qui ont représenté des sites italiens; les figures humaines jouent un rôle plus important dans ses œuvres que dans celles » de Jean van der Meer le Jeune, « auquel il était inférieur sous le rapport du sentiment de la nature comme sous celui de la solidité de l'exécution »